# Celerena commutata
Celerena commutata är en fjärilsart som beskrevs av Walker 1865. Celerena commutata ingår i släktet Celerena och familjen mätare. Inga underarter finns listade i Catalogue of Life.